# Enchrysa dissectella
Enchrysa dissectella är en fjärilsart som beskrevs av Philipp Christoph Zeller 1873. Enchrysa dissectella ingår i släktet Enchrysa och familjen stävmalar. Inga underarter finns listade i Catalogue of Life.